# Enterobakterije
Enterobakterije su oksidaza-negativni, gram-negativni, katalaza-pozitivni organizmi, lako se uzgajaju na običnim hranilištima, fermentiraju glukozu i reduciraju nitrate u nitrite. 

## Escherichia coli
Escherichia coli ili popularnije E. coli je normalni stanovnik gastrointestinalnog trakta. U slučaju kada E. coli mikroorganizmi imaju kolonizirajuća, enterotoksična, citotoksična ili invazivna virulentna svojstva, tada postaju važni uzročnici vodenastog, inflamatornog ili hemoragičnog proljeva, ponekad s hemolitičko-uremičkim sindromom. Ako su normalne anatomske barijere oštećene, mikroorganizmi se mogu proširiti na okolne strukture ili ući u krvotok.

### Infekcije E. coli
Ekstraintestinalno mjesto koje E. coli najčešće inficira je urinarni trakt, do čije kolonizacije uglavnom dolazi izvana. Moguće su i hepatobilijarne, peritonealne, kožne i plućne infekcije. E. coli je važan uzročnik bakterijemije do koje često dolazi bez vidljivog ulaznog mjesta. Ovaj je organizam također oportunistički patogen koji uzrokuje bolest u pacijenata čiji su obrambeni mehanizmi oštećeni nekom drugom bolešću (npr. karcinom, dijabetes ili ciroza) ili u onih koji su liječeni kortikosteroidima, zračenjem, antineoplastičnom ili antibiotskom terapijom.
Bakterijemija i meningitis koje uzrokuje E. coli, česti su u novorođenčadi, a osobito nedonoščadi. Enterotoksična i enteropatogena E. coli uzrokuju proljev u dojenčadi i putnički proljev u odraslih. Enterohemoragični sojevi E. coli, kao što je tip O157:H7, uzrokuju hemoragični proljev koji može biti kompliciran hemolitičko-uremičkim sindromom. Takvi su se sojevi najčešće nalazili u nedovoljno kuhanom goveđem mljevenom mesu. Drugi sojevi enteroagregativne E. coli počeli su se pojavljivati kao potencijalno važni uzročnici dugotrajnog proljeva kod djece u tropskim područjima i kod bolesnika sa sidom.

### Dijagnoza i liječenje
Kod kliničke sumnje na infekciju E.coli, dijagnozu treba potvrditi kuturom i odgovarajućim biokemijskim testovima ili testovima virulencije. Razmazom po Gramu ne može se razlikovati E. coli od drugih gram-negativnih bakterija. Specifične osobine crijevne virulencije mogu se otkriti samo pokusnim metodama. Liječenje se može započeti empirijski, a zatim ga treba modificirati na osnovu antibiograma. Iako je većina sojeva još uvijek osjetljiva na ampicilin i tetracikline, drugi lijekovi se sve češće upotrebljavaju, uključujući tikarcilin, piperacilin, cefalosporine, aminoglikozide, trimetoprim-sulfametoksazol (TMP-SMX) i kinolone (u odraslih). Kirurški zahvat može biti potreban da bi se drenirao gnoj, ekscidirale nekrotične lezije ili uklonila strana tijela.

## Klebsiella, Enterobacter i Serratia
Do ovih infekcija obično dolazi u bolnici, uglavnom kod bolesnika sa smanjenom rezistencijom. U pravilu, Klebsiella, Enterobacter i Serratia uzrokuju infekcije na istim mjestima kao i E. coli i također su važan uzrok bakterijemije. Obično su osjetljive na peniciline širokog spektra (tikarcilin, piperacilin) i na aminoglikozide; ipak, antibiogram je neophodan, jer su mnogi izolati višestruko rezistentni. Sojevi Enterobactera skloni su razvoju rezistencije na cefalosporine, čak i u slučaju kad su na početku terapije osjetljivi. 
Pneumonija uzrokovana Klebsiellom, teška je i rijetka plućna infekcija, karakterizirana teškom upalom pluća (ponekad s iskašljavanjem tamno smeđeg ili crvenog, rubiginoznog sputuma), stvaranjem plućnog apscesa i empijemom, a najčešća je u dijabetičara i alkoholičara. Ako se započne liječiti rano, dobro reagira na cefalosporine i aminoglikozide.

## Proteeae
Proteeae su gram-negativni mikroorganizmi koji ne fermentiraju laktozu i brzo deaminiraju fenilalanin. U njih ubrajamo najmanje tri roda: Proteus (P. mirabilis, P. vulgaris i P. myxofaciens), Morganella (M. morganii) i Providencia (P. rettgeri, P. alcalifaciens i P. stuartii). P. mirabilis uzrokuje većinu humanih infekcija, a od ostalih se razlikuje svojom nesposobnošću da stvara indol. Ovi se organizmi normalno nalaze u tlu, vodi i flori normalnih fekalija. Često su prisutni u površnim ranama, sekretu iz uha i sputumu, osobito kod bolesnika čija je normalna flora eradicirana antibiotskom terapijom. Mogu uzrokovati duboke infekcije (osobito infekcije uha, mastoida, trbušne šupljine, prostate i mokraćnih puteva u bolesnika s kroničnim urinarnim infekcijama ili nefrolitijazom) i bakterijemiju.

### Liječenje
P. mirabilis je često ali ne uvijek, osjetljiv na ampicilin, karbenicilin, tikarcilin, piperacilin, cefalosporine i aminoglikozide. Ostale vrste teže većoj rezistenciji ali su uglavnom osjetljive na zadnja tri spomenuta penicilina (ne na ampicilin), kao i na gentamicin, tobramicin i amikacin.

## Salmonella i salmoneloze
Poznato je 2200 serotipova salmonela, koji se mogu razvrstati u one koji su (1) dobro adaptirani na humane nosioce ili domaćine, (2) adaptirani na nehumane nosioce, ili (3)neadaptirani na specifične nosioce. U prvu skupinu spadaju S. typhi i S. paratyphi A, B (S. schottmuelleri) i C (S. hirschfeldii), koje su patogene samo za ljude i uzrokuju trbušni tifus, odnosno paratifusni sindrom. Serotipovi iz druge skupine uzrokuju bolest gotovo isključivo u životinja, iako dva soja iz ove skupine, S. dublin i S. choleraesuis mogu uzrokovati bolest i u ljudi. Treća grupa, označena kao S. enteritidis, uključuje više od 2000 serotipova koji uzrokuju gastroenteritis i odgovorni su za 85% svih infekcija salmonelom u SAD.

## Vanjske poveznice
|  | Zajednički poslužitelj ima još gradiva o temi Enterobakterije |
|  | Wikivrste imaju podatke o taksonu Enterobakterijama           |